# Epidexipteryx
Epidexipteryx (namnet betyder "Uppvisande fjäder") var ett släkte med småvuxna fågelliknande dinosaurier som hittats Inre Mongoliet och dateras till slutet av juraperioden, cirka 165 - 152 milj. år sedan. Detta gör att den troligen levde samtidigt, och kanske också innan urfågeln Archaeopteryx. Fossilen efter Epidexipteryx visar att den hade fjädrar på kroppen, och det är en av de hittills äldsta befjädrade dinosaurierna man känner till. Dess likheter med fåglar har också gjort att några medier förklarat den som en felande länk mellan dinosaurier och fåglar då den publicerades.

## Upptäckt och namngivning
Epidexipteryx är endast känd från ett exemplar (IVPP V15471), som dock är mycket välbevarat, med ungefär 90 % av alla delar intakta. Man tror att det inte var riktigt fullvuxet när det dog. Det hittades av en bonde i Daohugou Bed Formation, 2007, och beskrevs i den brittiska journalen Nature 23 oktober 2008. Namnet Epidexipteryx kommer från grekiskan, och är en kombination av Epidexi (vilket betyder "uppvisande"), och pteryx (betyder "vinge/fena") eller Pteron ("fjäder"), efter släktets långa stjärtfjädrar. 

## Beskrivning

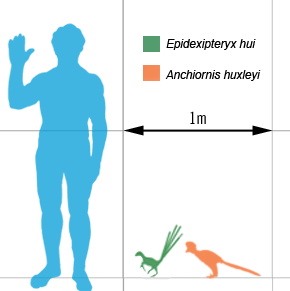
Storleken hos Epidexipteryx (grön), jämfört med Anchiornis (orange) och en människa.

Epidexipteryx var en mycket liten dinosaurie, ungefär lika stor som en modern duva, och vikten beräknas ha legat runt 160 gram. Den var som andra theropoder troligen tvåbent, men hade relativt långa framben, som i likhet med andra Scansoriopterygider troligen hade 3-fingrade händer där det yttersta fingret var mycket längre än de andra två. Skallen var ovanligt kort och rund, med stora ögon och korta käkar med vassa tänder. kroppen var slank, och verkar ha haft en dräkt med fjädrar. Till skillnad från de flesta andra coelurosaurier, som hade långa, smala svansar, hade Epidexipteryx en kort stump till svans (mycket likt Oviraptorosaurierna eller fåglar), som efter vad fossilen visar, hade 4 förlängda stjärtfjädrar, liknande dem hos paradisfåglar. Varje stjärtfjäder var cirka 20 cm. lång. Fjädrarna hos Epidexipteryx är olika konturfjädrarna hos fåglar; de är ett slags förlängda filament, och saknar spole. Stjärtfjädrarna tros ha använts för uppvisning mellan artfränder, eller för att hålla balansen om Epidexipteryx klättrade i träd.

### Taxonomi
Epidexipteryx klassas som en basal medlem inom maniraptora, den grupp med coelurosaurier som ur ett evolutionsteoretiskt perspektiv oftast betraktas vara nära släkt med fåglarna (aves). Den klassas till familj Scansoriopterygidae, och hade troligen ett nära släktskap med Epidendrosaurus. Epidexipteryx har dock flera karaktärsdrag från flera olika familjer med theropoder, framför allt Oviraptorosaurierna, och även vissa likheter med basala fåglar.